# Kanton Falaise
Falaise is een kanton van het Franse departement Calvados. Het kanton maakt deel uit van het arrondissement  Caen.

Het telt 27.068 inwoners in 2018.

Het kanton werd gevormd ingevolge het decreet van 17  februari 2014 met uitwerking op 22 maart 2015.

## Gemeenten
Het kanton Falaise omvat 57  gemeenten:
- Aubigny
- Barou-en-Auge
- Beaumais
- Bernières-d'Ailly
- Bonnœil
- Bons-Tassilly
- Cordey
- Courcy
- Crocy
- Damblainville
- Le Détroit
- Épaney
- Eraines
- Ernes
- Falaise
- Fontaine-le-Pin
- Fourches
- Fourneaux-le-Val
- Fresné-la-Mère
- La Hoguette
- Les Isles-Bardel
- Jort
- Leffard
- Les Loges-Saulces
- Louvagny
- Maizières
- Le Marais-la-Chapelle
- Martigny-sur-l'Ante
- Le Mesnil-Villement
- Morteaux-Coulibœuf
- Les Moutiers-en-Auge
- Noron-l'Abbaye
- Norrey-en-Auge
- Olendon
- Ouilly-le-Tesson
- Perrières
- Pertheville-Ners
- Pierrefitte-en-Cinglais
- Pierrepont
- Pont-d'Ouilly
- Potigny
- Rapilly
- Rouvres
- Saint-Germain-Langot
- Saint-Martin-de-Mieux
- Saint-Pierre-Canivet
- Saint-Pierre-du-Bû
- Sassy
- Soulangy
- Soumont-Saint-Quentin
- Tréprel
- Ussy
- Versainville
- Vicques
- Vignats
- Villers-Canivet
- Villy-lez-Falaise